# PGC 66774
LEDA/PGC 66774 (inoffiziell NGC 7065A) ist eine Balken-Spiralgalaxie mit ausgedehnten Sternentstehungsgebieten vom Hubble-Typ SBc im Sternbild Aquarius auf der Ekliptik. Sie ist rund 336 Millionen Lichtjahre von der Milchstraße entfernt und hat einen Durchmesser von etwa 165.000 Lichtjahren. Vom Sonnensystem aus entfernt sich das Objekt mit einer errechneten Radialgeschwindigkeit von näherungsweise 7.400 Kilometern pro Sekunde. Gemeinsam mit NGC 7065 bildet sie ein gravitativ gebundenes Galaxienpaar. 
Im selben Himmelsareal befinden sich unter anderem die Galaxien PGC 188648, PGC 1021781, PGC 1030374, PGC 3083170 nahe dem Stern HD 204175.